# アレクサンドル・ゴリア
アレクサンドル・エドゥアール・ゴリア（Alexandre Édouard Goria, 1823年1月21日 - 1860年7月6日）は、フランスのピアニスト、作曲家。

## 生涯
パリに生まれ、1830年11月15日に7歳でパリ音楽院への入学を許可された。彼は音楽院において、ヴィクトル・ドゥルランの下で和声学を学び、アルカンやフランクの師であるピエール・ジメルマン、並びにマスネの師であったアドルフ＝フランソワ・ローラン（Adolphe-Francois Laurent 1796年-1867年）にピアノを師事した。
1834年、ゴリアはピアノコンクールで第2位を獲得し、翌年には12歳で第1位に輝いた。後に彼は音楽院のコンクールにおいてコレペティートルを務めている。1839年に教育課程を修了した彼は、教育活動に従事するとともに様々なピアノ作品によって音楽界で知られた存在となっていく。
ゴリアはウィーンに居住していた一時期、ボヘミアの作曲家であるカール・チェルニーと親しい間柄となり、またアメリカの作曲家であるルイス・モロー・ゴットシャルクとも親交を築いた。ゴットシャルクは『バナナの木』をゴリアへ献呈している。彼はスペイン女王から勲章を授与された。
ゴリアの作品はサロン風のピアノ曲が主である。総数は100曲以上になり、練習曲、幻想曲、奇想曲、演奏会用楽曲、夜想曲、ポルカ、マズルカ、子守唄、バラード、夢想曲などがある。中でも名高いのは『演奏会用練習曲』 Op.7、『若い娘の嘆き』などの劇場作品に基づくピアノのための幻想曲、そしてシューベルトや他の作曲家のリートの編曲作品である。
ゴリアはパリで死去した。